# Cerastium tucumanense
Cerastium tucumanense är en nejlikväxtart som beskrevs av Ferdinand Albin Pax. Cerastium tucumanense ingår i släktet arvar, och familjen nejlikväxter. Inga underarter finns listade i Catalogue of Life.